# Beinn a’ Chaolais
Beinn Shiantaidh (gael. „dźwięcząca góra”) jest najniższym szczytem pasma Paps of Jura, wznosi się na wysokość 734 metrów n.p.m. Łańcuch ten znajduje się w południowej części wyspy Jura w Szkocji.